# Luke Kelly
Luke Kelly, (17 de novembro de 1940 - 30 de janeiro de 1984) foi um cantor e músico irlandês de Dublin, Irlanda, notável como um dos membros fundadores da banda The Dubliners.

## Biografia

### Vida pessoal
Luke Kelly nasceu em uma família de classe operária em Lattimore Cottages, 1 Sheriff Street, a 400 metros de distância da O`Connell Street,a rua principal de Dublin. Sua avó, que era uma McDonald da Escócia, viveu com a família até sua morte em 1953. Seu pai,também Luke, trabalhou toda sua vida na fábrica de biscoito Jacob`s e gostava de jogar futebol. Ambos os Luke e seu irmão Paddy jogaram futebol e rugby em um clube da GAA quando crianças.
Ele frequentou a Laurence O`Toole School quando criança, e teve boas notas na maioria das matérias. Em 1953 a Corporação de Dublin deslocou a família para Whitehall quando seu apartamento foi destruído em um incêndio, mas ele continuou a frequentar a O'Toole tomando ônibus até lá todo dia. Luke deixou a escola aos treze e depois de quatro anos de trabalhos curiosos, ele foi para a Inglaterra em 1958. Trabalhando como metalúrgico com seu irmão Paddy em uma indústria em Wolverhampton,foi demitido depois de exigir melhores salários. Ele trabalhou em empregos curiosos como vendedor de aspirador de pó. Se descrevendo como um beatnik,viajou pelo norte da Inglaterra procurando por emprego.De acordo com ele,nesse período trabalhou "lavando banheiros,janelas,trilhos de trem, lavando tudo menos meu próprio rosto."

### Início musical
Seu interesse em música começou ainda adolescente:ele frequentava associações com sua irmã Mona e escutava cantores americanos com Fats Dominos,Al Jolson,Frank Sinatra e Perry Como.
O primeiro clube que ele frequentou funcionava no Bridge Hotel,em Newcastle upon Tyne em 1960. Tendo já adquirido um banjo, ele começou a aprender canções. Em Leeds ele trouxe seu banjo para sessões no pub McReady`s e era frequentemente visto na sede do Partido Comunista. A revivificação popular estava a caminho da Inglaterra: No centro da cena musical estava Ewan MacColl, que montou um programa de rádio chamado Baladas e Blues. A moda skiffle também injetou uma certa energia na canção popular.
Luke começou a se apresentar nas ruas. Em uma viagem para casa ele foi para um festival folclórico irlandês fleadh cheoil em Miltown Malbay por conselho de Johnny Moynihan. Ele escutou gravações de Woody Guthrie e Pete Seeger. De acordo com Ronnie Drew,foi nesse momento que ele desenvolveu suas convicções políticas,mantendo-as pelo resto da vida. Como Ronnie também assinalou, ele aprendeu a cantar com dicção perfeita.
Ele se tornou amigo de Sean Mulready em Birmingham e viveu em sua casa por um período. Mulready era um professor que foi forçado a deixar seu emprego em Dublin por causa de suas convicções comunistas, também tendo fortes elos com a música. Uma irmã, Kathleen Moynihan, era um membro e fundadora da Comhaltas Ceoltóirí Éireann,uma organização irlandesa para divulgação musical. Ela era relacionada por casamento com Festy Conlon,músico de assobio tradicional do Condado de Galway. Cunhado de Sean Mulready, Ned Stapleton, ensinou a canção "The Rocky Road to Dublin" para Luke.
Luke comprou seu primeiro banjo de cinco cordas,e tocava com Pete Seeger e Tommy Makem.Também começou um hábito vitalício de ler e até começou a estudar golfe, em clubes municipais de Birmingham. Ele se envolveu com o clube popular Jug O`Punch, administrado por Ian Campbell. Ele se tornou amigo de Dominic Behan e eles começaram a se apresentar em pubs irlandeses de Londres até Glasgow. Em tavernas de Londres como o The Favourite, ele ouviria a cantora Margaret Barry e músicos exilados como Roger Sherlock, Seamus Ennis, Bobby Casey e Martin Byrnes.
Luke Kelly nessa época se tornou ativo na Connolly Association, um grupo de esquerda entre os exilados na Inglaterra,e também se aliou a Liga Jovem Comunista. Seu desenvolvimento político era significante. Começou a entrar em turnês,onde vendia o jornal The Irish Democrat da Connolly Association.

### The Dubliners
Em 1961 existiu um estrondo de música folclórica na Irlanda. As sessões na Abbey Tavern, em Howth, foram percursoras para sessões no Hollybrook, Clontarf, o Bar Internacional e o Cinema de Grafton. Luke Kelly retornou a Dublin em 1962. A O`Donoghue Tavern já estava estabelecida como uma casa para apresentações e logo Luke estava cantando com artistas como Ronnie Drew e Barney McKenna. Outras pessoas que tocavam no O'Donoghues eram The Fureys, pai e filhos, John Keenan e Sean Og McKenna, Johnny Moynihan e Mairtin Byrnes.
O maestro John Molloy organizou no Hotel Hibernian seu show Ballad Tour of Ireland com o Ronnie Drew Ballad Group (divulgado em uma cidade como o Ronnie Drew Ballet Group). A turnê também passou por Abbey Tavern e Royal Marine Hotel e então em mini sessões no Dique, Tallaght. Ciaran Bourke juntou-se o grupo, seguido mais tarde por John Sheahan. Eles se chamaram The Dubliners.
Em 1964 Luke Kelly deixou o grupo por aproximadamente dois anos e foi substituído por Bobby Lynch. Foi com Deirdre O'Connell, fundadora do Focus Theatre, com quem ele casou no ano seguinte, para Londres e ficou envolto em "reuniões" com Ewan MacColl. Os Críticos, como era chamado essa parceria, era formado para explorar tradições populares e ajudar cantores jovens. Luke Kelly admirava muito MacColl e viu seu tempo com Os Críticos como um aprendizado. "Funcionou como uma espécie de auto-auxílio grupal para desenvolver o potencial de cada um." disse Peggy Seeger.
Bobby Lynch deixou os The Dubliners,e John Sheahan e Luke se reuniram. Eles gravaram um álbum no Gate Theatre, Londres, tocaram no Festival Folclórico de Cambridge e gravaram A Irish Night, um álbum ao vivo com, entre outros exilados, Margaret Barry, Michael Gorman e Jimmy Power. Eles também tocaram em um concerto no Estádio Nacional em Dublin com, para encanto de Luke, Pete Seeger como convidado especial. Eles estavam na estrada para o sucesso:tocando no Top 20 com "Seven Drunk Nights" e "The Black Velvet Band", The Ed Sullivan Show em 1968 e uma excursão na Nova Zelândia e a Austrália. O estrondo na Irlanda estava se tornando altamente comercial com procuras maiores nos bares para apresentações pagas. Ewan MacColl e Peggy Seeger de visita em Dublin expressaram preocupação sobre a relação de Luke com bebidas alcoolicas.
Christy Moore se tornou um amigo depois que eles se encontraram em 1967. Durante seus dias de Planxty ele conheceu Luke melhor pessoalmente.  Em 1972 os The Dubliners se apresentaram no Richard's Cork Leg,com obras baseadas nos "trabalhos incompletos" de Brendan Behan. Em 1973 Luke interpretou o Rei Herodes em Jesus Christ Superstar.
A chegada de um novo gerente para os The Dubliners, o compositor de Derry Phil Coulter, resultou em uma colaboração que produziu duas das mais  memoráveis apresentações de Luke: “The Town I Loved So Well” e "Scorn Not His Simplicity",esta sobre o filho de Phil,diagnosticado com Síndrome de Down. Luke teve tal consideração pela canção que ele só a apresentou uma vez para uma gravação de televisão e raramente, talvez nunca, cantasse nos concertos frequentemente tumultuados do The Dubliners.
Suas interpretações de “On Raglan Road” e “Scorn Not His Simplicity” era realizações musicais significativas e se tornou pontos de referência em música folclórica irlandesa. Sua versão de “On Raglan Road” aconteceu quando o poeta Patrick Kavanagh ouviu ele cantando em uma taverna na cidade de Dublin naquela época, e abordou ele para dizer que ele devia cantar o poema (que estava no tom de "The Dawning of the Day"). Kelly permaneceu um músico politicamente empenhado, e  ele gravou muitas canções tratando de assuntos sociais, a corrida armamentista e a guerra, direitos dos operários e nacionalismo irlandês ("The Springhill Disaster", "Joe´s Hill", "The Button Pusher", "Alabama 1958" e "God saves Ireland" todos sendo exemplos de suas preocupações). Na atmosfera social e politicamente conservadora na Irlanda no momento, isto era notável.

### Vida Pessoal
Casou com Deirdre O`Connell em 1965,mas se separaram no começo dos anos 1970.Ele passou os últimos 8 anos de sua vida com sua parceira alemã Madeleine Seiler.

### Anos finais e morte
Sua relação com o álcool continuou piorando nos anos 1970. Em 30 de junho de 1980 durante um concerto na Cork Opera House Luke Kelly caiu no palco. Ele já vinha sofrendo por algum tempo de enxaquecas e esquecimento, que contudo eram atribuídos ao seu consumo de álcool. Um tumor no cérebro foi diagnosticado. Embora Kelly viajasse com o The Dubliners depois de passar por uma operação, sua saúde deteriorou mais adiante. Ele esquecia letras e teve que passar por interrupções mais longas em concertos quando se sentia fraco.Além da cirurgia de emergência,ele começou a viver mais recluso,querendo a companhia apenas de Madeleine. Em sua excursão europeia no outono de 1983 ele teve que deixar o palco em Traun, Áustria e novamente em Mannheim, Alemanha. Logo depois ele teve que cancelar a excursão da Alemanha Meridional e depois de uma permanência curta no hospital em Heidelberg voltou para casa em Dublin.
Depois de outra operação ele passou o Natal com sua família mas esteve no hospital novamente no Ano Novo, onde ele morreu em 30 de janeiro de 1984. Seu túmulo está no Cemitério de Glasnevin, Dublin, e contém na lápide a inscrição: "Luke Kelly - Dubliner".
Sean Cannon,que já cantava com os The Dubliners desde 1982,assumiu seu lugar na banda.

### Legado
Luke Kelly permanece um ícone de Dublin e sua música é extensamente considerada como um dos tesouros culturais da cidade,sendo tema de vários documentários.
Sua origem familiar escocesa foi importante para a preservação de musicais tradicionais daquele país,tais como "Mormond Braes",a música fólclorica canadense "Peggy Gordon","Roberts Burns","Parcel of Rogues","Tinbie Dunbar","Freddom Come-All-Ye" de autoria de Hamish Henderson, e "Scottish Breakaway",de Thurso Berwick.
A Ponte de Ballybough,no norte de Dublin,foi renomeada Luke Kelly Bridge.Em 2004,o Conselho Municipal de Dublin aprovou por unanimidade a criação de uma escultura de bronze de Luke. No entanto a Autoridade Portuária de Dublin decretou que não conseguiria mais arcar com a instalação da obra.Em 2010 o conselheiro municipal Christy Burke fez um apelo para que membros da comunidade musical irlandesa,como Bono e Enya,ajudassem com a arrecadação.
No Natal de 2005,o filme do escritor e diretor Michael Feeney Callan,Luke Kelly: The Performer foi lançado e vendido junto com um DVD da temporada de shows do U2 e em 2006 conseguiu o status de platina em vendas. O documentário fala da vida de Kelly com as palavras de seus companheiro de The Dubliners,Donovan,Ralph McTell, entre outros,e mostrava imagens raras de performances completas como no Ed Sullivan`s Show no começo dos anos 1960. Um documentário posterior, Luke Kelly: Prince of the City,também foi bem recebido pelo público.
Paddy Reilly gravou um tributo para Kelly,intitulado "The Dublin Minstrel".Essa canção esteve em seus albums Gold And Silver Years,Celtic Collections e Essential Paddy Reilly. Os The Dubliners gravaram a canção para o CD/DVD Live at Vicar Street. Essa canção foi escrita por Declan O`Donoghue, jornalista do The Irish Sun.
Em setembro de 1988 um monumento foi erguido em sua homenagem em Larkhill,Withehall,onde ele morou.
Duas estatuas de Kelly forma inauguradas em janeiro de 2019,nos 35 anos de sua morte.Uma,de tamanho real feita de bronze pelo artista John Coll,está na South King Street. A outra,uma cabeça de mármore feita por Vera Klute,está na Sheriff Street. Esta obra foi vandalizada algumas vezes,entre 2019 e 2020,sendo recuperada.